# Penedono
Penedono ist eine  Kleinstadt (Vila) und ein Kreis (Concelho) in Portugal mit 1111 Einwohnern (Stand 30. Juni 2011).

## Geschichte
Funde belegen eine vorgeschichtliche Besiedlung bis in die Castrokultur. Die darauf folgenden Römer gewannen in hier gelegenen Minen Gold und Silber, zudem sind Teile von Römerstraßen noch zu finden. Den Römern folgten Vandalen, Sueben, Westgoten und andere germanische Stämme. Nach Eroberung weiter Teile der Iberischen Halbinsel durch die Mauren ab dem frühen 8. Jahrhundert blieb Penedono arabisch, bis der christliche König Ferdinand I. (León) im 11. Jahrhundert den Ort eroberte.
Der heutige Ort wurde erstmals im Jahr 960 offiziell erwähnt, als Pena de Dono. Erste Stadtrechte erhielt der Ort 1195, die 1217 bestätigt, und im Zuge der Verwaltungsreformen des Königs Manuel I. erneuert wurden, im Jahr 1512.

## Kultur und Sehenswürdigkeiten
Zu den Baudenkmälern des Ortes zählen einige Brunnen, historische Wohnhäuser und öffentliche Gebäude, darunter das Kino und Veranstaltungszentrum Cine Forúm em Penedono und das historische Rathaus und Gefängnis (Paços do concelho e cadeia comarcã de Penedono), in dem sich heute die Stadtbibliothek (Biblioteca Municipal) und das Fremdenverkehrsamt (Turismo) befinden. Dazu zählen zudem eine Reihe Sakralbauten, etwa die barocke Hauptkirche Igreja Matriz de Penedono (auch Igreja de São Pedro) aus dem 17. Jahrhundert.
Auch der historische Ortskern als Ganzes steht unter Denkmalschutz.
Die Anta Nossa Senhora do Monte (auch Senhora do Monte) liegt auf einem Plateau mit sechs anderen Megalithanlagen (Dólmen do Sangrino), nahe der Straße von Penedono nach Paredes da Beira.

## Verwaltung

### Kreis
Penedono ist Verwaltungssitz eines gleichnamigen Kreises. Die Nachbarkreise sind (im Uhrzeigersinn im Norden beginnend): São João da Pesqueira, Vila Nova de Foz Côa, Mêda, Trancoso sowie Sernancelhe.
Mit der Gebietsreform im September 2013 wurden mehrere Gemeinden zu neuen Gemeinden zusammengefasst, sodass sich die Zahl der Gemeinden von zuvor neun auf sieben verringerte.
Die folgenden Gemeinden (Freguesias) liegen im Kreis Penedono: 

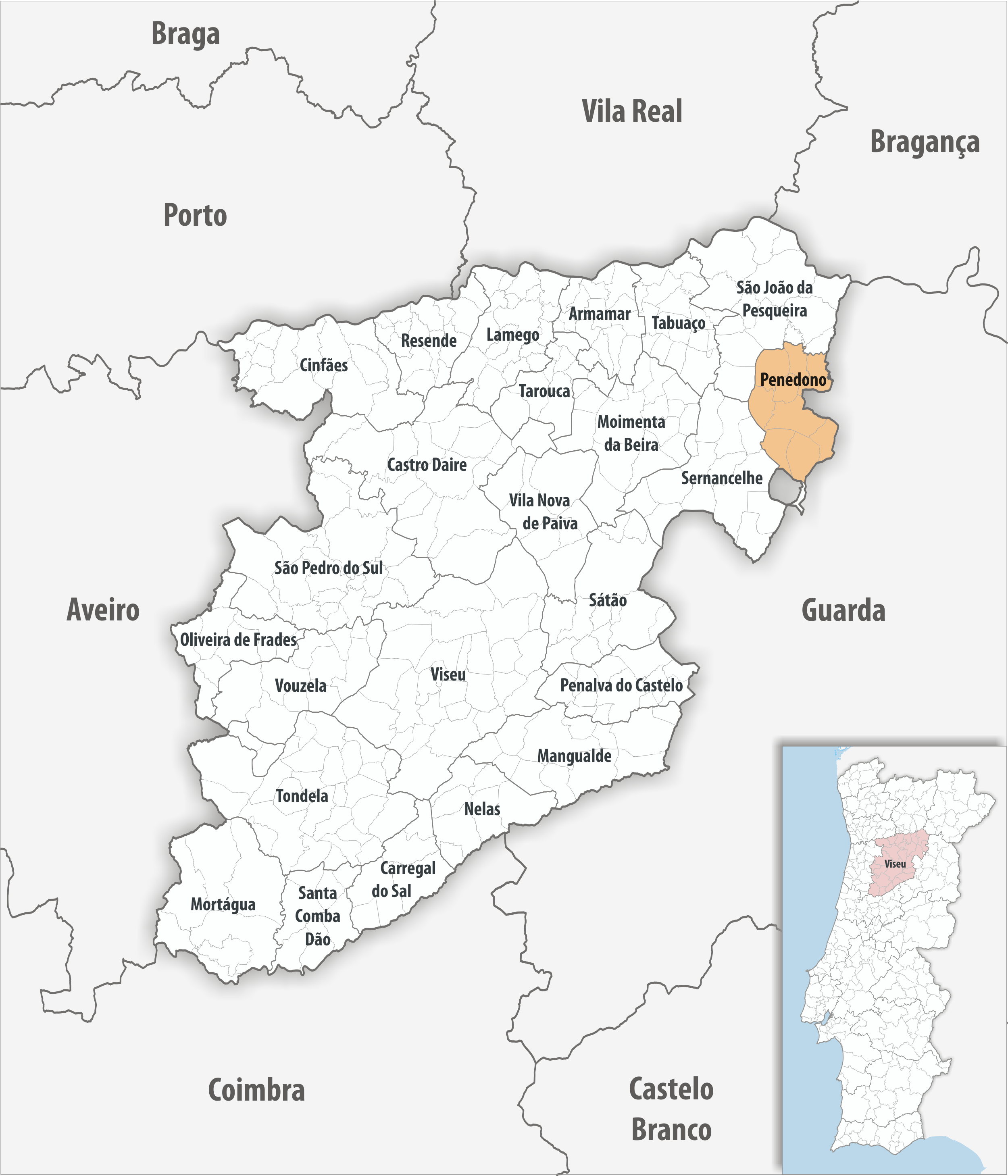
Kreis Penedono

| Gemeinde          | Einwohner (2021) | Fläche km² | Dichte Einw./km² | LAU- Code |
| ----------------- | ---------------- | ---------- | ---------------- | --------- |
| Antas e Ourozinho | 285              | 30,06      | 9                | 181210    |
| Beselga           | 270              | 14,77      | 18               | 181202    |
| Castainço         | 128              | 13,37      | 10               | 181203    |
| Penedono e Granja | 1.109            | 32,77      | 34               | 181211    |
| Penela da Beira   | 321              | 18,38      | 17               | 181207    |
| Póvoa de Penela   | 337              | 9,77       | 34               | 181208    |
| Souto             | 288              | 14,58      | 20               | 181209    |
| Kreis Penedono    | 2.738            | 133,70     | 20               | 1812      |

### Bevölkerungsentwicklung
| 1801 | 1849 | 1900 | 1930 | 1960 | 1981 | 1991 | 2001 | 2011 |
| 3672 | 5226 | 6876 | 6050 | 6792 | 4189 | 3731 | 3214 | 2952 |

### Kommunaler Feiertag
- 29. Juni

## Söhne und Töchter
- Álvaro Gonçalves Coutinho (1383–1445), Ritter, in den Lusiaden von Nationaldichter Camões 1572 besungen